# Classe Formidabile
La classe Formidabile, della Regia Marina, era costituita da due pirocorvette corazzate, il Formidabile e la nave gemella Terribile, costruite tra il 1860 ed il 1862.

## Caratteristiche
Corvette in legno, ordinate al cantiere francese Forges et Chantiers de la Méditerranée di Tolone, erano rivestite da piastre di ferro, montavano tre alberi armati con vele auriche.

## Storia
Varate entrambe nel 1861, furono le prime unità corazzate della Regia Marina.
Il 20 luglio 1866 parteciparono, inquadrate nella Terza Divisione guidata dal capitano di vascello Augusto Riboty, alla battaglia di Lissa. Avendo, il giorno prima, attaccato con successo i Forti del porto di San Giorgio dell'isola di Lissa, il Formidabile fu danneggiato dalla reazione nemica e la mattina del 20, quando la flotta austriaca attaccò, si stava dirigendo verso Ancona per riparazioni, mentre il Terribile si attardò presso Comisa, dove era avvenuto lo sbarco italiano, e non poté raggiungere la flotta in tempo. Per l'azione contro i forti di S. Giorgio, il capitano di fregata Simone Pacoret de Saint Bon, capitano del Formidabile, ricevette la medaglia d'oro al valore militare.
Nel 1878 l'armamento fu modificato, sostituendo quello preesistente con 8 cannoni a retrocarica da 200 mm.
Dal 1887 furono adibite a nave scuola cannonieri e l'armamento fu ridotto a 6 cannoni da 105 mm.